# Ban’etsu Monogatari Gō

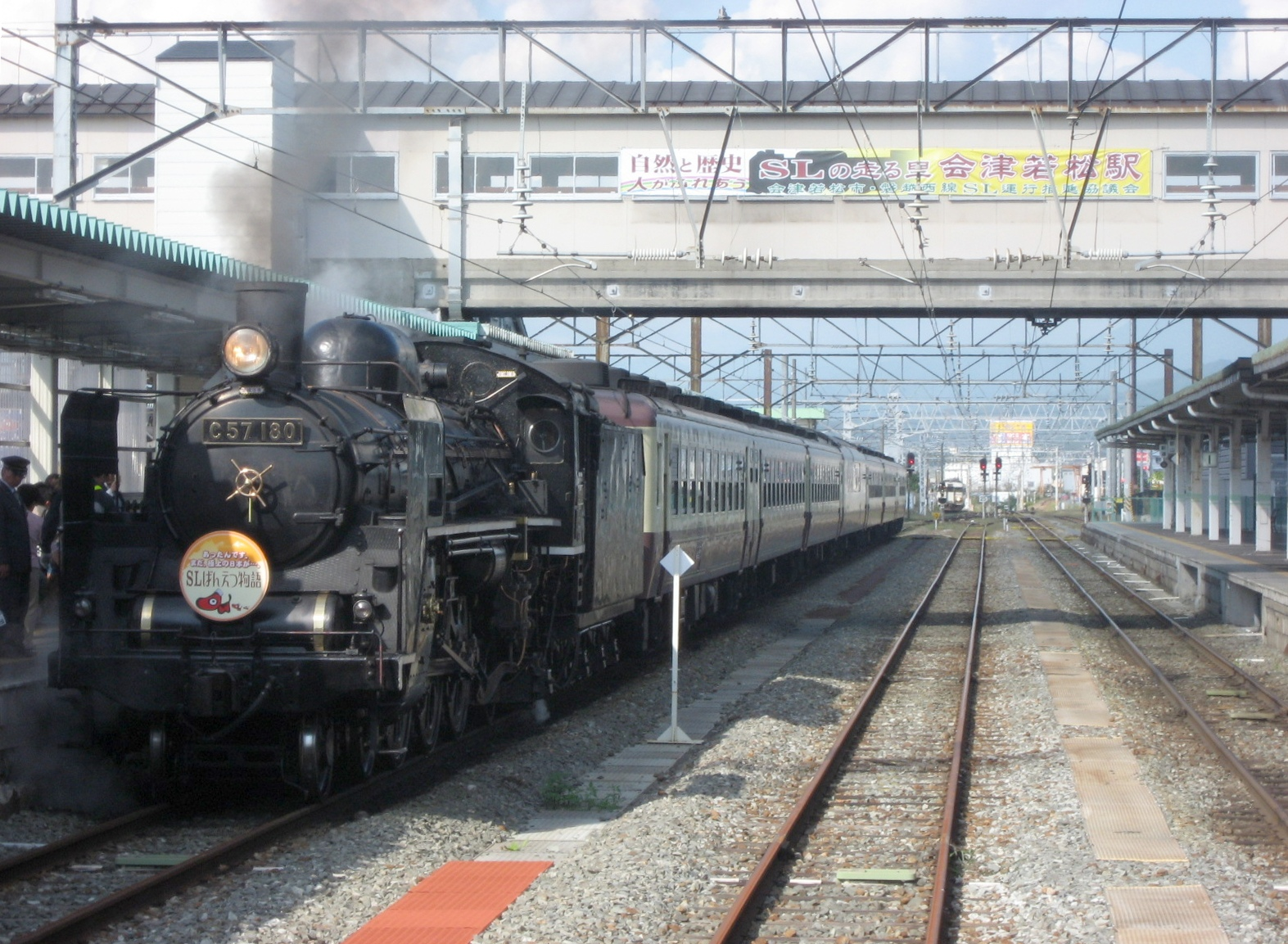
Ban’etsu Monogatari Gō am Bahnhof Aizu Wakamatsu

Ban’etsu Monogatari Gō (jap. ばんえつ物語号) ist ein Sonderzug der Eisenbahngesellschaft JR East. Seit 1999 fährt die Dampflokomotive D51 498 zwischen Niigata und Aizuwakamatsu. Zwischen April und November verkehrt dieser Sonderzug jedes Wochenende. Ban’etsu Monogatari Gō fährt auf der zur Ban’etsu-Autobahn parallelen Regionalzug-Linie Ban’etsu-Westlinie.

## Bahnhöfe
Der „Ban’etsu Monogatari Gō“ hält insgesamt an 12 Bahnhöfen (in Richtung Niigata werden nur 11 Bahnhöfe bedient). Die Haltestellen sind:
- Niigata (新潟)
- Niitsu (新津)
- Gosen (五泉)
- Sakihana (咲花)
- Mikawa (三川)
- Tsugawa (津川)
- Hideya (日出谷)
- Nozawa (野沢)
- Yamato (山都)
- Kitakata (喜多方)
- Shiokawa (塩川) (nur in Richtung Aizuwakamatsu)
- Aizuwakamatsu (会津若松)